# Chalcorana megalonesa
Espèce
Synonymes
- Rana megalonesa Inger, Stuart & Iskandar, 2009
- Hylarana megalonesa (Inger, Stuart & Iskandar, 2009)

Chalcorana megalonesa est une espèce d'amphibiens de la famille des Ranidae.

## Répartition
Cette espèce est endémique des États de Sarawak et de Sabah en Malaisie orientale sur l'île de Bornéo. Sa présence est incertaine en Indonésie au Kalimantan.

## Description
Les mâles mesurent de 33,3 à 48,2 mm et les femelles de 45,4 à 65,6 mm.

## Étymologie
Le nom spécifique megalonesa vient du grec megalo, grand, et de nesos, l'île, en référence à la présence de l'espèce sur la grande île de Bornéo.

## Publication originale
- Inger, Stuart & Iskandar, 2009 : Systematics of a widespread Southeast Asian frog, Rana chalconota (Amphibia: Anura: Ranidae). Zoological Journal of the Linnean Society, vol. 155, p. 123-147 (texte intégral).